# Colchicum cretense
Colchicum cretense ist eine Pflanzenart aus der Gattung Herbstzeitlose (Colchicum) in der Familie der Zeitlosengewächse (Colchicaceae).

## Merkmale
Colchicum cretense ist eine ausdauernde krautige Pflanze, die Wuchshöhen von 6 bis 16 Zentimeter erreicht. Dieser Geophyt bildet Sprossknollen als Überdauerungsorgane aus. Die Blätter fehlen meist zur Blütezeit und erscheinen erst im Frühling. Die Blütenzipfel messen (15) 17 bis 23 (27) × (2) 3 bis 5,5 Millimeter. Die Staubbeutel sind gelblichgrau, bräunlichgrau oder dunkelviolettgrau und messen 2,5 bis 3,5 (4,5) Millimeter. 
Die Blütezeit reicht von (September) Oktober bis November (Mai).

## Vorkommen
Colchicum cretense ist auf Kreta in den Regionalbezirken Chania, Rethymno und Lasithi endemisch. Die Art wächst auf in Igelpolsterheiden und Schutthalden auf Kalk in Höhenlagen von (1050) 1200 bis 2300 Meter.

## Taxonomie
Colchicum cretense wurde 1967 von Werner Greuter in Candollea; Organe du Conservatoire et du Jardin Botaniques de la Ville de Genève Band 22 Seite 246 erstbeschrieben.

## Belege
- Ralf Jahn, Peter Schönfelder: Exkursionsflora für Kreta. Mit Beiträgen von Alfred Mayer und Martin Scheuerer. Eugen Ulmer, Stuttgart (Hohenheim) 1995, ISBN 3-8001-3478-0.